# Lower Wield
Lower Wield – osada w Anglii, w hrabstwie Hampshire, w dystrykcie East Hampshire. Leży 23 km na północny wschód od miasta Winchester i 78 km na południowy zachód od Londynu.